# Конвенция за опазване на подводното културно наследство
Конвенцията за опазване на подводното културно наследство (на английски: Convention on the Protection of the Underwater Cultural Heritage) е договор, приет на 2 ноември 2001 година от Генералната конференция на Организацията на обединените нации за образование, наука и култура (ЮНЕСКО).
Конвенцията има за цел да съхрани „всички следи от човешко съществувание от културно, историческо или археологическо естество, които са частично или изцяло потънали, периодично или постоянно, от минимум 100 години“. Член 1 на Конвенцията дефинира обхвата ѝ за закрила на останки от корабокруширали плавателни съдове, потопени под вода градове, праисторически артефакти, съкровища, места за жертвоприношения и погребения, старинни пристанища, които лежат на океанското дъно и т.н.
Опазването на подводното културно наследство е от значение, тъй като позволява възстановяването на множество исторически събития. Като част от мисията си да провежда научни изследвания и да предоставя знание за важността на подводното културно наследство, ЮНЕСКО се стреми да съхрани такива места за благото на настоящите и бъдещите поколения. Конвенцията предлага обичайната международна правна рамка за повишаване на информираността и търсене на средства за борба с незаконното иманярство и пиратство в открито море. Тъй като ЮНЕСКО е международна организация, страните-членки, ратифицирали Конвенцията, се задължават да работят за съхраняването на подводното културно наследство съгласно техните юрисдикции и в международни води.
Конвенцията за опазване на подводното културно наследство е ратифицирана от Република България със закон, приет от XXXIX народно събрание на 10 септември 2003 г., в „Държавен вестник“, бр. 84 от 23.09.2003 г. Към април 2022 година, договорът е ратифициран от общо 71 държави.